# الصلاة في اليهودية

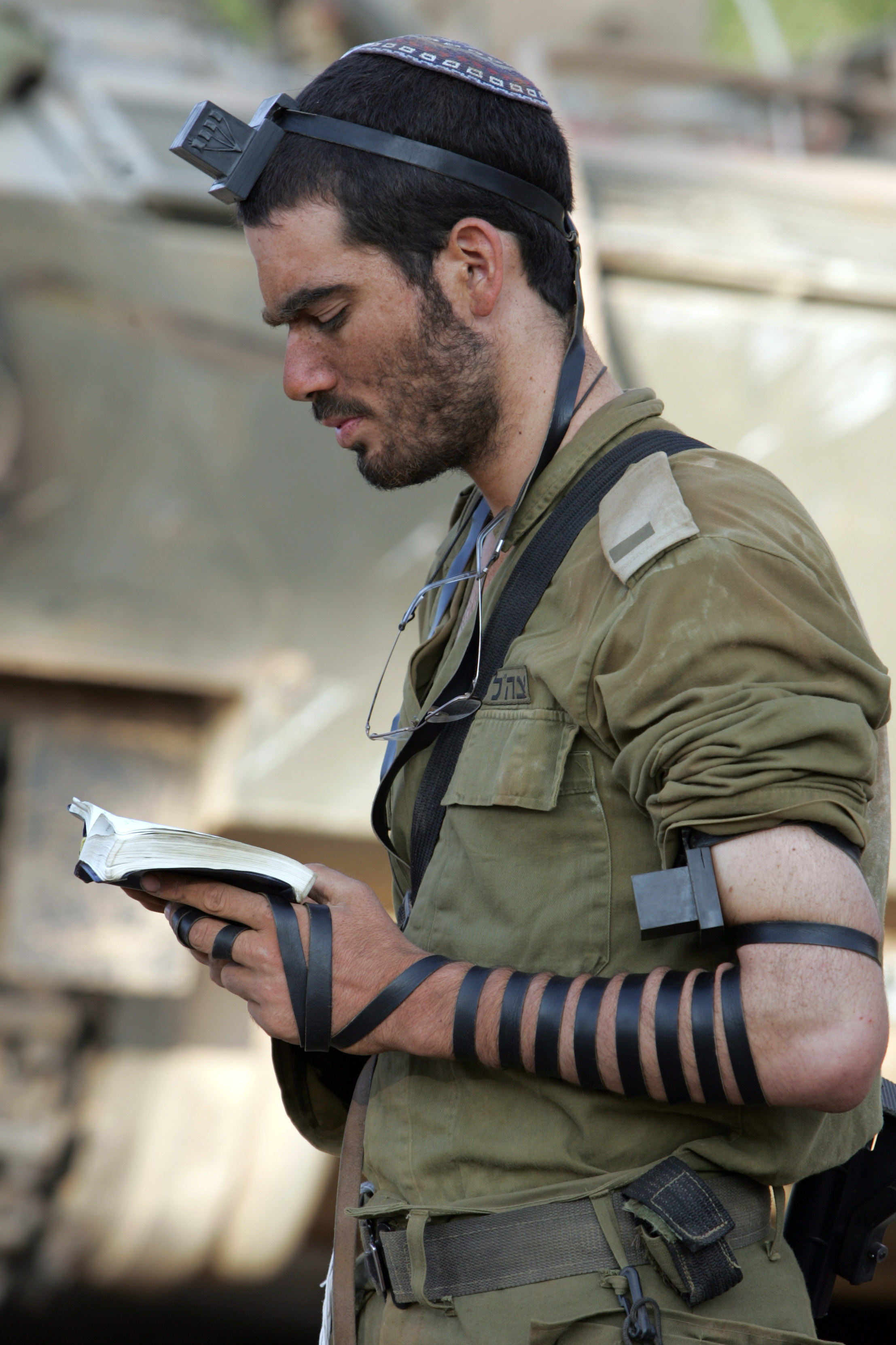

الصلاة في اليهودية (بالعبرية: תְּפִילָּה, تيفيلا) تتم بتلاوة الصلوات في المحافل اليهودية. تعليمات وشروط الصلاة موجودة في كتاب الصلاة اليهودي التقليدي سيدور (بالعبرية: סדור).
ويصلي اليهود ثلاث مرات في اليوم:
- صلاة الصبح: (שַחֲרִית)، الصلاة الأولى في اليوم والأطول بين الصلوات. تبدأ بالأدعية والأناشيد وتحتوي على بركات للتعبير عن الشكر والثناء لله، طلبات شخصية وجماعية، قراءة مقاطع مختارة من التناخ، وفي أيام الاثنين والخميس والسبت تُقرأ مقاطع من سفر التوراة نفسه. باستثناء يوم السبت، يُصلى هذه الصلاة بالتاليت والتيفيلين.
- صلاة العصر: (מִנְחָה)، وقتها من منتصف النهار حتى غروب الشمس، وهي أقصر من صلاة الصباح وتحتوي على طلب مغفرة للذنوب، وثناء وحمد لله، وطلبات شخصية وجماعية.
- صلاة المساء: (מַעֲרִיב أو ערבית) وقت صلاة المساء هو من بداية الليل حتى طلوع الفجر، ولكن من المعتاد عدم أدائها بعد منتصف الليل. تحتوي الصلاة على طلبات لحماية الله خلال الليل والنوم، بالإضافة إلى قراءة مقاطع تحتوي على ثناء وحمد لله وطلبات شخصية وجماعية، كما هو في الصلوات الأخرى.

## القبلة
القِبْلَة اليهودية هي مدينة القدس، وتحديدًا، المكان الذي كان يقوم عليه في الماضي المعبدان اليهوديان، الأول والثاني، والذي تقع فيه اليوم قبة الصخرة.

تبرز النصوص اليهودية أهمية التوجه نحو القدس أثناء الصلاة. على سبيل المثال، في صلاته، طلب سليمان من الله أن يسمع صلوات شعبه عندما يصلون باتجاه الأرض التي منحها لآبائهم، حتى وإن كانوا في أرض السبي:
" إِذَا أَخْطَأُوا إِلَيْكَ - لأَنَّهُ لَيْسَ إِنْسَانٌ لاَ يُخْطِئُ - وَغَضِبْتَ عَلَيْهِمْ وَدَفَعْتَهُمْ أَمَامَ الْعَدُوِّ وَسَبَاهُمْ سَابُوهُمْ إِلَى أَرْضِ الْعَدُوِّ بَعِيدَةً أَوْ قَرِيبَةً، فَإِذَا رَدُّوا إِلَى قُلُوبِهِمْ فِي الأَرْضِ الَّتِي يُسْبَوْنَ إِلَيْهَا وَرَجَعُوا وَتَضَرَّعُوا إِلَيْكَ فِي أَرْضِ سَبْيِهِمْ قَائِلِينَ: قَدْ أَخْطَأْنَا وَعَوَّجْنَا وَأَذْنَبْنَا. وَرَجَعُوا إِلَيْكَ مِنْ كُلِّ قُلُوبِهِمْ وَمِنْ كُلِّ أَنْفُسِهِمْ فِي أَرْضِ أَعْدَائِهِمُِ الَّذِينَ سَبُوهُمْ، وَصَلُّوا إِلَيْكَ نَحْوَ أَرْضِهِمُِ الَّتِي أَعْطَيْتَ لِآبَائِهِمْ، نَحْوَ الْمَدِينَةِ الَّتِي اخْتَرْتَ وَالْبَيْتِ الَّذِي بَنَيْتُ لاِسْمِكَ، فَاسْمَعْ فِي السَّمَاءِ مَكَانِ سُكْنَاكَ صَلاَتَهُمْ وَتَضَرُّعَهُمْ وَاقْضِ قَضَاءَهُمْ."
في قصة دانيال، يُظهر النص أن التوجه نحو القدس كان تقليدًا راسخًا حتى في أوقات الصعوبات والنفي:
"فَلَمَّا عَلِمَ دَانِيآلُ بِإِمْضَاءِ الْكِتَابَةِ ذَهَبَ إِلَى بَيْتِهِ وَكُواهُ مَفْتُوحَةٌ فِي عُلِّيَّتِهِ نَحْوَ أُورُشَلِيمَ فَجَثَا عَلَى رُكْبَتَيْهِ ثَلاَثَ مَرَّاتٍ فِي الْيَوْمِ وَصَلَّى وَحَمَدَ قُدَّامَ إِلَهِهِ كَمَا كَانَ يَفْعَلُ قَبْلَ ذَلِكَ."

## الحزان
الحزان هو الشخص الذي يقود الجماعة في الصلاة اليهودية. من الناحية التقنية، يمكن لأي شخص يهودي بلغ سن البلوغ، أي من سن 13 عامًا فأكثر، أن يكون حَزَّانًا، لكن يُفضل أن يكون هذا الشخص ذو سمعة حسنة، معروفًا بالتقوى والورع، وعالمًا بالتوراة والنصوص الدينية. الحزان يُعتبر ممثلًا للجماعة أمام الله، وتُلقى عليه مسؤولية كبيرة في الحفاظ على قدسية الطقوس والشعائر.

## قراءة التوراة
تُقرأ التوراة في مناسبات مختلفة، بما في ذلك أيام الاثنين والخميس والسبت. خلال السنة، تُقسم التوراة إلى 54 جزءًا تُعرف باسم "البرَشَة"، ويتم قراءة جزء واحد كل أسبوع، مما يسمح بإكمال قراءة التوراة بالكامل خلال سنة واحدة. أيام الاثنين والخميس: تُقرأ مقاطع قصيرة تُسمى "قراءة الأسبوع"، وهي مرتبطة بالقراءة الرئيسية التي تُقام يوم السبت. يوم السبت: تُقرأ مقاطع أكبر تُسمى "البرَشَة"، وهي تغطي جزءًا محددًا من التوراة. مع نهاية السنة، يكون قد تم قراءة جميع أسفار التوراة الخمسة، ويُعتبر هذا الإكمال دورة سنوية للاحتفال بالتوراة وتكريمها.

## أحكام الصلاة
الصلاة جماعة تتم إذا حصل حق النصاب، منيان، المكون من عشرة رجال يهود بالغين. كتب الحاخام موسى بن ميمون القرطبي، بأن الصلاة لا تصح بدون غسل الأيدي. ونظراً لأهمية تنقية اليدين قبل الشروع بالصلاة، فعلى المسافر الذي لا يجد ماء أن يبذل قصارى جهده للحصول عليه ولو اضطره ذلك إلى العودة إلى الوراء لمسافة ميلٍ واحدٍ، ما يساوي لمدة عشرين دقيقة، كي يحصل عليه ويغسل يديه، ثم يصلي. وكذلك إذا عرف بأنه سوف يجد الماء على بعد أربعة أميال من مكان وجوده عليه أن يتابع مسيره ليصل إليه. وإذا تعذر ذلك ولم يجد الماء فهو يستطيع أن يستعمل التراب أو الصخر أو نشارة الخشب لتنقية اليدين.
ونجد في المِشنا بأن اليهود يقفون للصلاة مقابل مكان البيت المقدس الذي كان في القدس. وقد قال الحاخام سعيد الفيومي في كتابه الذي كتبه بالعربية:
«وأي راكب بحر أو نهر أو سفينة أو مركب ليس يعرف القبلة فليقصد ربه ويصلّي أمام وجهه أينما كان فإن عرف بيت المقدس منه فليستقبله من جميع أفاق العالم. ومن صلى فوق سرير أو كرسيّ أو وطاء مرتفع فصلاته غير جائزة  ولا يحلّ للمؤمن أن يأكلَ شيئا من الغد من قبل صلاة الغداة في كل يوم ولا يحل له أن يعمل عملا من الصنائع أو شغل إذا حضرت الصلاة أية صلاة كانت.»
وأضاف هذا الحاخام ماذا يفعل المصلي عندما يصلي، وكتب «يجب أن يصف قدميه ولا يفرقهما. ويجب أن تعتقد إنه قائم بين يدي ملك الملوك وسيد السادة ومِن أدب الصلاة أن يخفض المصلي طرفه إلى الأرض وأن يشير بقلبه إلى السماء قاصدا ولا يرفع صوته لأن الله عالم كل خفيّ».
إن اليهود يغطون رؤوسهم أثناء أداء الصلاة علامة للتقوى والاحترام أمام المولى تعالى. ويغطي بعض اليهود رؤوسهم في كل الأوقات لكن ذلك يعد من باب التقليد والعادة وليس من باب الواجب الديني.
وخلال فترة التلمود وفي بعض الحالات، كانت الصلاة، لا تصح بدون غسل الجسم. وبالإضافة إلى ذلك وفي نفس الفترة وبعدهاكان اليهود يسجدون بعد الصلاة بالكامل وبخاصة في أيام الصوم . ويغسلون أرجلهم أيضا قبل الصلاة وكذلك قال الحاخام سعيد الفيومي في كتابه: «وينبغي أن نُثبت شروط الصلاة التي لا بد منها. أما قبل كل صلاة لا بد من غسل اليدين وحدّ ذلك إلى الزندين والرجلين إلى الكعبين من أيّ صنعة عملية بعد الاستنجاء وغُسل الوجه على هذا الترتيب.»
يمكن الجمع بين الصلوات في حال الضرورة. تأرجح أو تذبذب الجسد في الصلاة للأمام والخلف مسموح به مع وجود بعض المعارضين للحركة. الرجل يجب أن يلبس الطاقية، وللمرأة أن تلبس أكمام طويلة ولبس طويل والمتزوجة يجب أن تغطي كامل شعرها. وكان يهود الشام يخلعون أحذيتهم قبل الدخول إلى الكنيس، ويغسلون أرجلهم قبل دخول الصلاة.